# Taftan Tour
El Taftan Tour va ser una cursa ciclista per etapes iraniana. Creada el 2007, va formar part de l'UCI Àsia Tour.

## Palmarès
| Any  | Vencedor        | Segon                | Tercer          |
| ---- | --------------- | -------------------- | --------------- |
| 2007 | Hossein Nateghi | Ali Reza Asgharzadeh | Hamed Seifi Kar |
| 2008 | Hossein Nateghi | Hossein Alizadeh     | Vahid Chaffare  |